# Mette Schjoldager
Mette Schjoldager (21 aprile 1977) è un'ex giocatrice di badminton danese.

## Palmarès

### Olimpiadi
- 1 medaglia:
  - 1 bronzo (Atene 2004 nel doppio misto)